# Bayag
Bāyag (farsi بایگ) è una città dello shahrestān di Torbat-e-Heydarieh, circoscrizione di Bayag, nella provincia del Razavi Khorasan in Iran. Aveva, nel 2006, una popolazione di 3.960 abitanti. 